# Paraíso fiscal

Mapa mundial com a localização dos territórios com estatuto de paraíso fiscal.

Um paraíso fiscal, também conhecido por refúgio fiscal, é uma jurisdição (estado nacional ou região autónoma) onde a lei facilita a aplicação de capitais estrangeiros, com alíquotas de tributação muito baixas ou nulas.
As empresas e contas bancárias abertas em territórios beneficiários do estatuto de paraíso fiscal costumam ser chamadas de offshore.
Atualmente, na prática, ocorre a facilidade para aplicação dos capitais que são de origem desconhecida, protegendo a identidade dos proprietários desse dinheiro, ao garantirem o sigilo bancário absoluto. São territórios marcados por grandes facilidades na atribuição de licenças para a abertura de empresas, além de os impostos serem baixos ou inexistentes. São geralmente avessos à aplicação das normas de direito internacional que tentam controlar o fenômeno da lavagem de dinheiro.
O termo "paraíso fiscal" vem de um erro de tradução do inglês, "tax haven", que na verdade significa "refúgio fiscal". Devido à semelhança entre as palavras haven (refúgio) e heaven (paraíso), surgiu daí o "paraíso fiscal".

## Definição
Existem várias definições de refúgio fiscal. The Economist adotou a definição de Geoffrey Colin Powell, ex-conselheiro económico da ilha de Jersey: "O que… identifica uma área como sendo 'refúgio fiscal' é a existência de um conjunto de medidas estruturais tributárias criadas deliberadamente para tirar vantagem de, e explorar a demanda mundial de oportunidades para se envolver em evasão tributária". O The Economist salienta que, por essa definição, várias regiões tradicionalmente consideradas "refúgios fiscais" ficariam excluídas.
Frequentemente, autoridades de diversos países se deparam com contas "fantasmas", para onde são canalizados os recursos oriundos de diversos meios ilícitos, como corrupção político-administrativa e tráfico de drogas.
A legislação dos refúgios fiscais faz de tudo para proteger a identidade dos investidores e mantê-los no anonimato.

### Capital detido no exterior

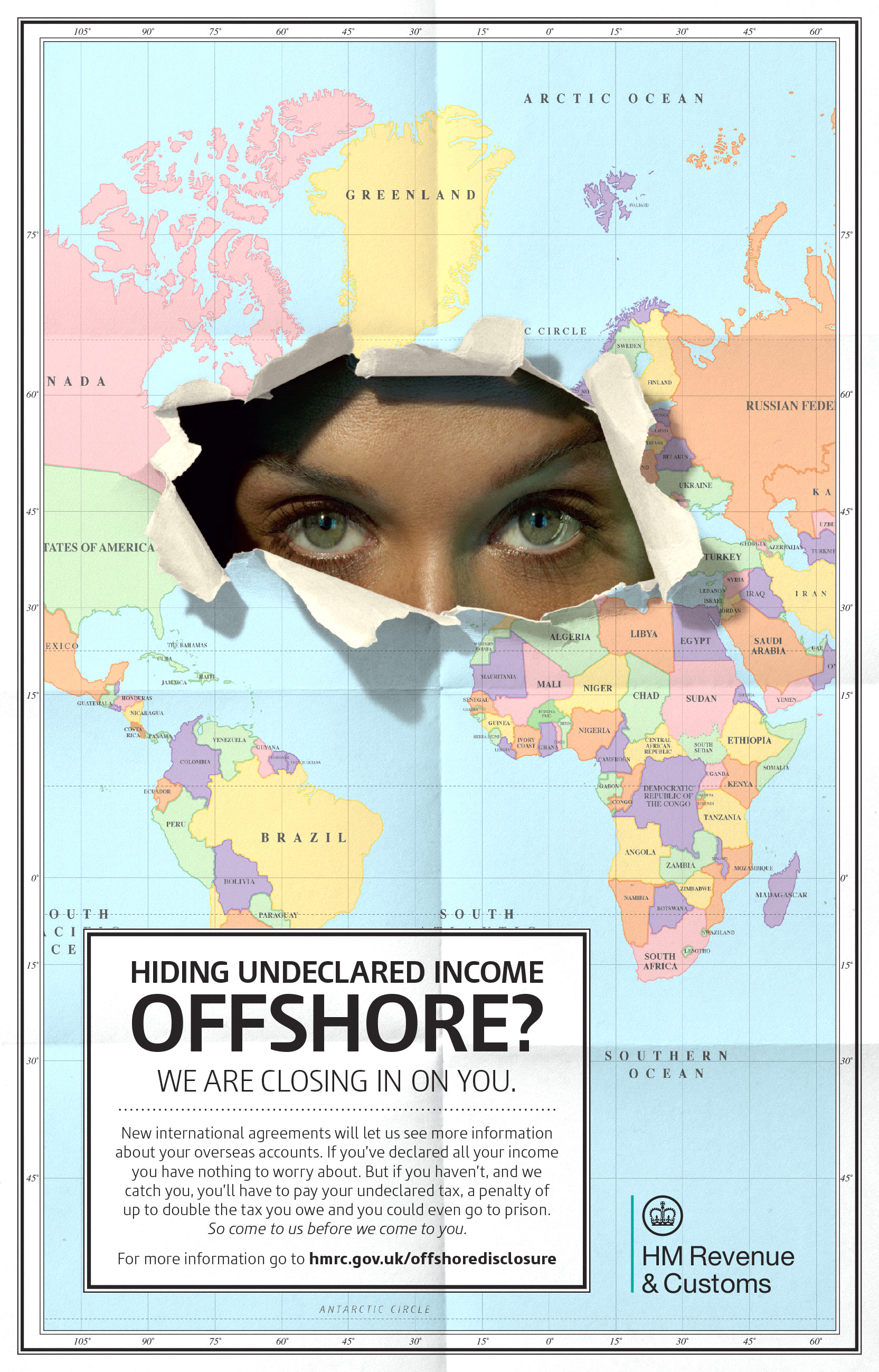
Cartaz de sensibilização para o uso legal das entidades offshore.

Embora incompleta, a OCDE estimou em 2007 que o capital detido no exterior somou entre US$ 5 ou 7 trilhões de dólares, tornando-se cerca de 6-8% do total de investimentos globais sob gestão. A Tax Justice Network (um grupo de pressão anti-impostos) estimou, mais recentemente, em 2012, que o capital detido no exterior somou entre 21 e 32 trilhões de dólares (entre 24-32% do total de investimentos globais).
Em 2000, o Fundo Monetário Internacional calculou com base nos dados do Banco de Compensações Internacionais que, para centros financeiros offshore selecionados, os ativos transfronteiriços registrados no balanço mantidos em centros financeiros offshore alcançaram um nível de US$ 4,6 trilhões no final de junho de 1999 (cerca de 50 por cento do total dos activos transfronteiriços). Dos US$ 4,6 trilhões, US$ 900 bilhões foram detido no Caribe, US$ 1 trilhão na Ásia e a maior parte dos US$ 2,7 trilhões restantes nos principais centros financeiros internacionais (IFCs): Londres, IBF dos EUA e mercado offshore japonês. O Departamento de Tesouro dos Estados Unidos da América estimou que, em 2011, os centros bancários das Caraíbas, que incluem as Bahamas, as Bermudas, as ilhas Caimão, as Antilhas Holandesas e o Panamá, detinham quase US $ 2 trilhões de dólares em dívidas dos Estados Unidos. Destes, estima-se que aproximadamente US $ 1,4 trilhão seja detido apenas nas Ilhas Caimão.
O Wall Street Journal, em um estudo de 60 grandes empresas americanas, descobriu que depositaram 166 000 milhões de dólares em contas no exterior em 2012, abrigando mais de 40% de seus lucros provenientes de impostos nos Estados Unidos. Da mesma forma, Desai, Foley e Hines no Jornal da Economias Públicas descobriu que: "em 1999, 59% das empresas norte-americanas com operações no exterior significativas teve filiais em paraísos fiscais", apesar de não definir "significativa" para esta finalidade. Em 2009, o Government Accountability Office (GAO) informou que 83 das 100 maiores empresas americanas de capital aberto e 63 das 100 maiores empreiteiras que tem um relacionamento profissional com o governo federal dos Estados unidos, estavam mantendo filiais em países geralmente considerados paraísos para evitar impostos. O GAO não rever as operações das empresas para verificar de forma independente que as subsidiárias ajudaram as empresas a reduzir sua carga tributária, mas disseram apenas que, historicamente, o propósito de tais subsidiárias é cortar custos fiscais.
James Henry, ex-economista-chefe da consultoria McKinsey & Company, em seu relatório para a Tax Justice Network dá uma indicação da quantidade de dinheiro que é protegida por indivíduos ricos em paraísos fiscais. O relatório estima, conservadoramente, que tal fortuna de US$ 21 trilhões de dólares estão escondidos em contas off-shore com US$9,8 trilhões de dólares só por cima, menos de 100 mil pessoas, que ativos financeiros individualmente de US$ 30 milhões ou mais. O autor do relatório indicou que esse dinheiro escondido resulta em uma "enorme" perda de receita fiscal, um "buraco negro" nas economias dos países e muitos se tornariam credores em vez de ser devedores de dinheiro, se seus sonegadores de impostos os tributa-se.

### Receita fiscal perdida
O relatório Tax Justice Network estima que a receita tributária global perdeu em 2012 para os paraísos fiscais entre US$ 190 e US$ 255 bilhões de dólares por ano, assumindo uma taxa de 3% dos ganhos de capital, a taxa de imposto sobre mais valias de 30%, e entre US$ 21 e US$ 32 trilhões de dólares escondidos em os paraísos fiscais em todo o mundo. Se esses ativos offshore escondidos são considerados, em muitos países, os governos nominalmente apresentam como debito a nações credoras. No entanto, o diretor de política fiscal do Chartered Institute of Taxation expressaram ceticismo sobre a exatidão dos números. Se for verdade, esses montantes, equivaleriam a cerca de 5 a 8 vezes a quantidade total de moeda atualmente em circulação no mundo. Daniel J. Mitchell, do Instituto Cato diz que o relatório também assume, considera a receita fiscal perdida nacional, que 100% do dinheiro depositado no exterior está fugindo do pagamento de impostos.

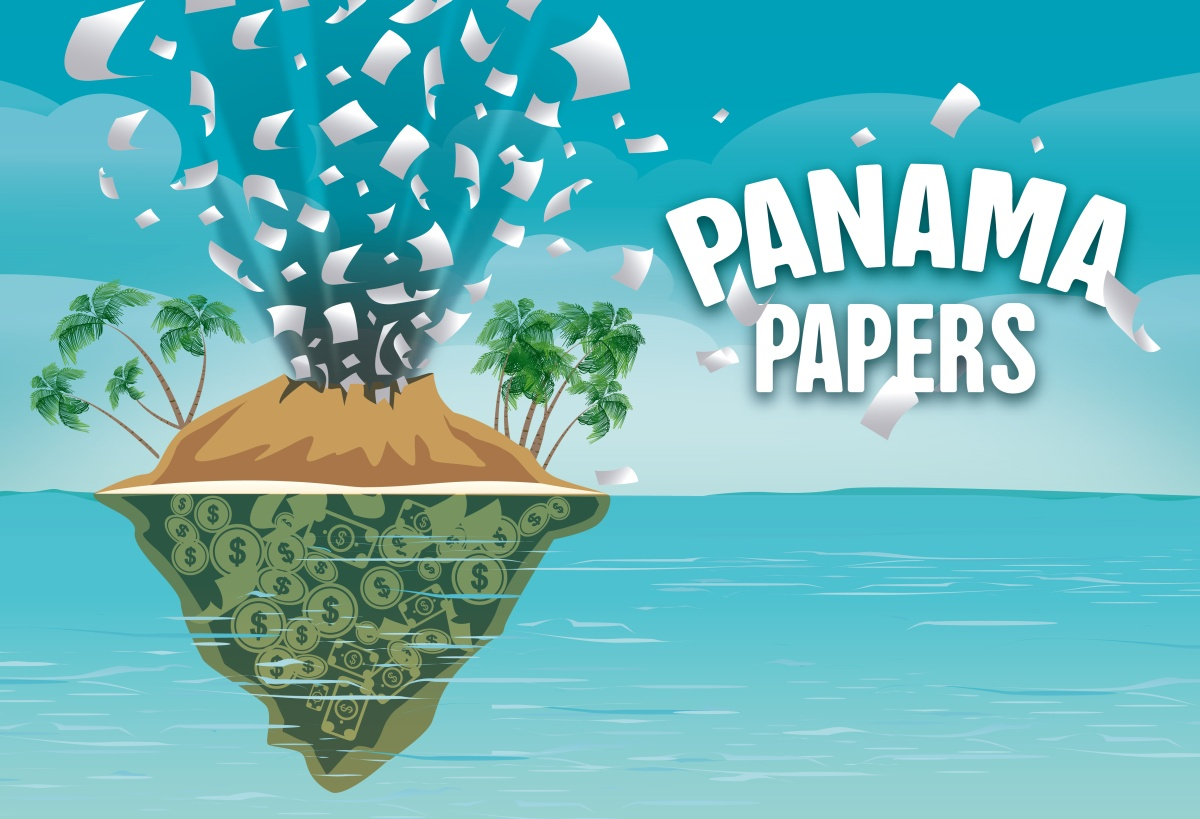
Ilustração que caricatura o famoso caso dos Panama Papers.

Em outubro de 2009, a pesquisa encomendada por Deloitte à Revisão base dos centros financeiros offshore britânicos (Londres é um paraíso fiscal para grande parte da Europa, Ásia e América do Sul, deve-se notar) disse que muito menos imposto tinha sido perdido para paraísos fiscais do que se pensava anteriormente. O relatório indicou "Estimamos que o imposto sobre a sociedade do Reino Unido a ser perdida potencialmente por evasão fiscal é de £ 2 bilhões por ano, embora pudesse ser muito menos." Um relatório anterior feito pelo Congresso do Reino Unido para Comércio, concluiu que a evasão fiscal das 50 maiores empresas do FTSE 100 foi privando do Tesouro do Reino Unido aproximadamente de £ 11,8 bilhões. O relatório também destacou que a dependência da coroa britânica faz uma "contribuição significativa a liquidez do mercado do Reino Unido". No segundo trimestre de 2009, forneceram recursos líquidos aos bancos no Reino Unido, totalizando 323 bilhões de dólares (£ 195 bilhões), dos quais $ 218 bilhões de dólares veio de Jersey, $ 74 bilhões de dólares de Guernsey e US$ 40 bilhões na ilha de Man.
Relata a Tax Justice Network que este sistema é "basicamente projetado e operado" por um grupo de especialistas altamente pagos pertencentes aos maiores bancos privados do mundo (liderados pelo UBS, Credit Suisse e Goldman Sachs), escritórios de advocacia e empresas de contabilidade e tolerada por organizações internacionais, como o Banco de Compensações Internacionais, o Fundo Monetário Internacional, o Banco Mundial, a OCDE e o G20. A quantidade de dinheiro escondido aumentou significativamente desde 2005, divididos entre os super-ricos e o resto do mundo.
Em abril de 2016, uma investigação jornalística publicada com o nome de Panama Papers (em português:  Documentos do Panamá) deu a conhecer um conjunto de 11,5 milhões de documentos confidenciais da autoria da sociedade de advogados panamenha Mossack Fonseca que fornecem informações detalhadas de mais de 214 000 empresas de paraísos fiscais offshore, incluindo as identidades dos acionistas e administradores. O recurso a empresas offshore não é por si só ilegal nas jurisdições em que estão registadas. No entanto, durante essa investigação os jornalistas verificaram que algumas das companhias de fachada mencionadas nos documentos podem ter sido usadas para fins ilegais, incluindo fraude, tráfico de droga e evasão fiscal.

## Origem do termo "paraíso fiscal"
O termo paraíso fiscal resulta de um erro de tradução, originário do uso incorreto da palavra inglesa "heaven" (paraíso) em vez de "haven" (refúgio).

## Principais paraísos fiscais em 2018[19]
- Andorra;
- Anguila;*
- Antígua e Barbuda;**
- Antilhas Holandesas;
- Aruba;
- Bahamas;**
- Barém;***
- Barbados;**
- Belize;**
- Bermudas;*
- Bolívia;
- Brunei;***
- Catar;***
- Costa Rica;
- Djibuti;
- Dominica;***
- Emirados Árabes Unidos;***
- Essuatíni;***
- Esvalbarde (Arquipélago);
- Fiji;***
- Gâmbia;***
- Gibraltar;*
- Granada;**
- Guam;
- Guiana;***
- Honduras;
- Hong Kong;***
- Iémen;***
- Ilha de Ascensão;*
- Ilha de Queixome;
- Ilha do Natal (ou Ilha Christmas);**
- Ilha Norfolque;**
- Ilhas Caimã;*
- Ilhas Cocos (Keeling);**
- Ilhas Cook;**
- Ilhas do Canal (Alderney, Guernesey, Greater Sark, Little Sark, Herm, Brecqhou ou Brechou, Jethou e Lihou);*
- Ilhas Malvinas;*
- Ilhas Marshall;
- Ilhas Pitcairn;*
- Ilhas Salomão;**
- Ilhas Turcas e Caicos;*
- Ilhas Virgens Americanas;
- Ilhas Virgens Britânicas;*
- Jamaica;**
- Jordânia;***
- Kuwait;***
- Labuão;***
- Líbano;
- Libéria;
- Listenstaine;
- Maldivas (Ilhas);***
- Marianas Setentrionais (Ilhas);
- Maurícia;***
- Mónaco;
- Monserrate (ilha);*
- Nauru;***
- Niue;**
- Omã;
- Palau (Ilhas);
- Panamá;
- Polinésia Francesa;
- Porto Rico;
- Quiribáti;***
- São Pedro e Miquelão (Ilha de);
- Samoa;***
- Samoa Americana;
- San Marino;
- Santa Helena (ilha);*
- Santa Lúcia;**
- São Cristóvão e Neves;**
- São Vicente e Granadinas;**
- Seicheles;***
- Toquelau (Ilha de);**
- Tonga;***
- Trindade e Tobago.***
- Tristão da Cunha;*
- Tuvalu;**
- Vanuatu;
- Outras ilhas do Pacífico não compreendidas nas linhas mencionadas;

Ilha de Ascensão, Santa Helena e Tristão da Cunha fazem parte do território britânico ultramarino de Santa Helena, Ascensão e Tristão da Cunha, mas são administrativamente distintas.
Do total de 78 (excluído "Outras ilhas"), 52 (67%) são ligados, em diferentes graus, ao Reino Unido:
- 13 * (17%) Pertencem aos territórios britânicos ultramarinos;
- 17 ** (22%) Pertencem aos Reinos da Comunidade de Nações;
- 22 *** (28%) Ex-colônias britânicas agora independentes do Reino Unido.

## Condenação papal
Segundo o jornal The New York Times, o Papa Bento XVI, antes da sua renúncia, estava preparando uma encíclica que teria um capítulo especial intitulado "Fraude e Fisco". Este capítulo estabeleceria condenação moral aos fraudadores e aos paraísos fiscais que se abrem à ocultação de patrimônios ilícitos.
Na sua primeira encíclica, o Papa Bento XVI já havia estabelecido como "moralmente inaceitável" a conduta de pessoas que transferem, para fraudar o fisco e deixar de recolher tributos, parte do seu patrimônio para paraísos fiscais ou "zonas off-shore", embora o próprio Vaticano tenha estado envolvido em práticas similares. Em 2010, a Justiça italiana determinou, por suspeitar de lavagem de dinheiro, a apreensão de 23 milhões de euros do Instituto para as Obras de Religião, depositados no banco Credito Artigiano. Segundo a imprensa italiana, haveria 13 contas em nome de laicos, cuja identidade o Vaticano mantinha em segredo.

## Comissão Europeia
Jean-Claude Juncker, presidente da Comissão Europeia desde 1 de novembro de 2014 é o ex-primeiro-ministro do Luxemburgo, considerado um paraíso fiscal que não foi sujeito a qualquer medida punitiva, ao contrário de Chipre, outro estado membro da União Europeia que foi fortemente penalizado por parte deste bloco económico pelas mesmas razões, quando teve que enfrentar o colapso financeiro dos seus principais bancos. Uma das várias empresas que beneficiou das vantagens fiscais no Luxemburgo foi a britânica GlaxoSmithKline que abriu, em 2009, uma sucursal no Luxemburgo. A sucursal emprestou 6,34 biliões de libras à empresa mãe, no Reino Unido, mas em vez de pagar 28% de imposto sobre os juros cobrados por esse empréstimo, tal como ocorreria no Reino Unido, pagou somente 0,5% de imposto sobre esses juros. Durante o período em que estas vantagens fiscais foram proporcionadas pela legislação fiscal luxemburguesa, o atual presidente da Comissão Europeia era Primeiro-Ministro desse mesmo país.